# Michael Zhang (Pokerspieler)
Chi „Michael“ Zhang (* 1. April 1995) ist ein professioneller britischer Pokerspieler aus England. Er gewann 2018 und 2019 jeweils das Super High Roller der partypoker Millions Europe.

## Pokerkarriere

### Online
Zhang spielt seit April 2013 online auf den Plattformen PokerStars, partypoker, 888poker und Americas Cardroom unter dem Nickname mczhang. Ende September 2018 belegte er beim Main Event des Powerfests auf partypoker den dritten Platz und erhielt dafür 468.000 US-Dollar. Mitte September 2019 gewann der Brite bei der World Championship of Online Poker auf PokerStars ein High-Roller-Event mit einer Siegprämie von mehr als 350.000 US-Dollar. Insgesamt hat er sich online mit Turnierpoker mehr als 4,5 Millionen US-Dollar erspielt, wobei der Großteil von über 3 Millionen US-Dollar auf PokerStars gewonnen wurde. Im Jahr 2018 stand Zhang zeitweise auf dem zweiten Platz des PokerStake-Rankings, das die erfolgreichsten Onlinepoker-Turnierspieler weltweit listet.

### Live
Seine ersten Live-Preisgelder gewann Zhang ab Mai 2013 bei bis zu 50 Pfund teuren Turnieren in Nottingham und Birmingham. Anfang August 2015 belegte er beim Main Event der UK & Ireland Poker Tour in Bristol den dritten Platz und erhielt 26.500 Pfund. Im November 2015 erreichte er beim Main Event der World Poker Tour in Nottingham den Finaltisch und beendete das Turnier auf dem mit 40.000 Pfund dotierten sechsten Platz. Ende Juni 2016 war der Brite erstmals bei der World Series of Poker im Rio All-Suite Hotel and Casino am Las Vegas Strip erfolgreich und kam beim Monster Stack, das in der Variante No Limit Hold’em gespielt wird, in die Geldränge. Anfang Februar 2017 gewann er das Main Event der Grosvenor UK Poker Tour in London und sicherte sich eine Siegprämie von 113.000 Pfund. Mitte Februar 2018 setzte er sich auch beim Super High Roller der partypoker Millions Germany im King’s Resort in Rozvadov durch und erhielt 800.000 Euro. Anfang August 2019 wurde Zhang beim Main Event der Triton Poker Series in London Sechster, was mit 711.000 Pfund bezahlt wurde. Gut eine Woche später gewann er erneut das Millions Super High Roller der partypoker Millions Europe in Rozvadov mit einem Hauptpreis von 350.000 Euro. Im März 2023 erzielte der Brite bei der Triton Series in Hội An zwei Geldplatzierungen bei Turnieren in Short Deck, zu deren weltbesten Spielern Zhang zählt. Insbesondere aufgrund seines zweiten Platzes im Main Event sicherte er sich Preisgelder von knapp 1,5 Millionen US-Dollar.
Insgesamt hat sich Zhang mit Poker bei Live-Turnieren knapp 5,5 Millionen US-Dollar erspielt.